# Hyllus tumbezanus
Hyllus tumbezanus är en spindelart som beskrevs av Władysław Taczanowski 1878. Hyllus tumbezanus ingår i släktet Hyllus och familjen hoppspindlar. Inga underarter finns listade i Catalogue of Life.